# 151 Eskadra IAF

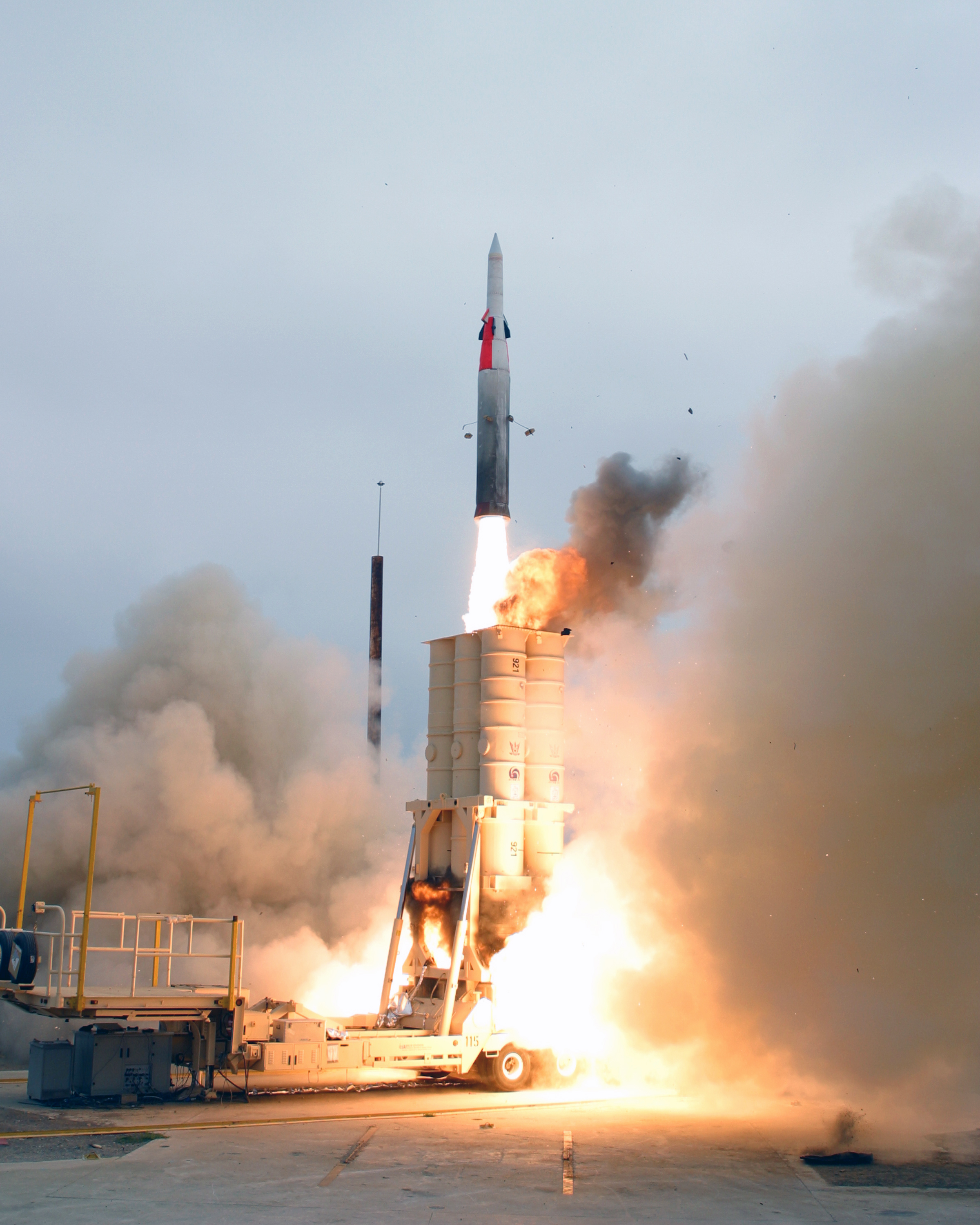
Arrow-2.

151 Eskadra – eskadra rakietowa Sił Powietrznych Izraela, bazująca w Palmachim w Izraelu.
Jednostka zachowuje ciągłą gotowość bojową, przeprowadzając jednocześnie testy rakietowe na terenie poligonu kosmodromu Palmachim.

## Wyposażenie
Na wyposażeniu 151 Eskadry znajdują się następujące rakiety:
- rakiety balistyczne Jerycho-2,
- naziemne rakiety antybalistyczne Arrow-2,
- kierowane rakiety ziemia-powietrze MIM-104 Patriot.